# Wolfgang Wellnitz
Wolfgang Wellnitz (* 22. Februar 1942) ist ein ehemaliger deutscher Fußballspieler. Der Allroundspieler hat im damaligen WM-System beziehungsweise 4:3:3, anfänglich als Stürmer eingesetzt und dann in das Mittelfeld und in die Abwehr gerückt, von 1962 bis 1974 in der erstklassigen Fußball-Oberliga Nord beziehungsweise der zweitklassigen Fußball-Regionalliga Nord für die Vereine Altona 93 und FC St. Pauli insgesamt 302 Ligaspiele absolviert und 33 Tore erzielt. Mit St. Pauli hat er zweimal in den Jahren 1972 und 1973 die Meisterschaft in der Regionalliga Nord gewonnen und zusätzlich von 1971 bis 1974 in den Bundesligaaufstiegsrunden 30 Spiele mit zwei Toren bestritten.

## Karriere

### Altona 93, 1962 bis 1967
Zur letzten Saison der alten erstklassigen Oberligaära, 1962/63, kam der 20-jährige Offensivspieler Wolfgang Wellnitz vom TSV Mölln nach Bahrenfeld zu den Schwarz-Weiß-Roten des AFC von der Adolf-Jäger-Kampfbahn. Neben Wellnitz verpflichtete Altona auch noch Klaus Framheim, Willi Somann und Herbert Ulatowski. Der gelernte Büromaschinentechniker debütierte am vierten Rundenspieltag, den 9. September 1962, bei einem 2:1-Heimerfolg gegen Hannover 96 unter Trainer Kurt Krause auf Rechtsaußen in der Oberliga. Dem Debütanten glückte der Treffer zur zwischenzeitlichen 2:0-Führung. Zum Höhepunkt dieser Runde wurde am 3. Februar 1963 der 2:1-Erfolg am „Rothenbaum“ gegen Tabellenführer Hamburger SV als Wellnitz und Karl-Heinz Pape für den AFC die Treffer erzielten. Am Rundenende belegte Altona aber lediglich den 15. Rang und musste deshalb in einer Aufstiegsrunde zur Nominierung für die neu eingeführte Regionalliga zur Saison 1963/64 antreten. Altona konnte sich gegen Victoria Hamburg, VfL Wolfsburg, Leu Braunschweig und den Heider SV behaupten und gehörte ab Sommer 1963 der norddeutschen Zweitklassigkeit an. In der Oberliga Nord hatte Wellnitz in 24 Ligaspielen acht Tore erzielt und hatte danach in der Aufstiegsrunde alle acht Spiele (1 Tor) an der Seite der Leistungsträger Horst Wendlandt, Jürgen Bol, Heiko Kurth und Pape mitgemacht.
Das erste Jahr in der Regionalliga Nord, 1963/64, verlief für Wellnitz nicht gut, mit Peter Kautz hatte Altona aus Cuxhaven einen hoffnungsvollen Torjäger geholt, der tatsächlich in der Runde 22 Treffer erzielte und zumeist mit Framheim, Pape, Kurth und Ulatowski den Angriff des AFC bildete. Altona erreichte den 4. Rang und Wellnitz hatte in elf Einsätzen einen Treffer erzielt.
Im DFB-Pokal dagegen erlebte der Mann aus Mölln große Spiele. Er war jeweils im Achtelfinale und Viertelfinale bei den zwei 2:1-Heimerfolgen gegen den Duisburger SV und gegen den Bundesligisten Karlsruher SC als Linksaußen im Einsatz gewesen und stürmte dann auch im Halbfinalspiel am 3. Juni 1964 im Heimspiel gegen München 1860 im AFC-Angriff. Günther Rackow hatte in der Nachbetrachtung zum Spiel gegen den KSC im „Sport“ notiert: „Ich stehe noch immer unter dem Eindruck des Pokalspiels von Altona 93 gegen den Karlsruher SC. Ich habe einige tausend Fußballkämpfe erlebt, aber zu den schönsten Erlebnissen wird stets die Begegnung vom letzten Mittwoch gehören! Und so schäme ich mich meines Freudentanzes nicht, als ‚Hottel‘ Wendlandt dem ausgezeichneten Wolf einen seiner schon legendären Freistöße ins Netz jagte.“ Im Halbfinale vertraute „Jockel“ Krause im Angriff auf die Formation mit Kautz, Framheim, Wellnitz, Kurth und Pape und „Löwen“-Dompteur Max Merkel setzte auf das Quintett der Nationalspieler mit Engelbert Kraus, Peter Grosser, Rudi Brunnenmeier, Hans Küppers und Alfred Heiß. In der 70. Minute fegte ein Jubelsturm über die mit 16.000 Zuschauern gefüllte Adolf-Jäger-Kampfbahn, wie ihn dieser Platz wohl über ein Jahrzehnt nicht mehr erlebt hatte. Kautz köpfte zum 1:0 ein, eine hochverdiente Führung für die eindeutig besseren Altonaer, die bis dahin insbesondere an dem Tausendsassa Petar Radenković gescheitert waren. Fünf Minuten vor Schluss gelang den Münchnern der Ausgleich – lähmendes Entsetzen im Stadion – und in der Verlängerung der 4:1-Sieg. Im Hamburger Abendblatt vom 4. Juni wird Trainer Merkel zitiert: „Die Nervosität habe das Konzept seiner Mannschaft erheblich verdorben, der ungewohnte Platz dazu und – das betonte er besonders deutlich – in erster Linie aber die hervorragend spielende Elf des Gegners“.
Als der AFC in der Saison 1964/65 den 3. Rang belegen konnte, hatte Wellnitz 24 Ligaspiele bestritten und acht Tore an der Seite des neuen Torjägers Ulrich Kallius (21 Tore) erzielt. St. Pauli wurde mit einem Punkt Vorsprung Vizemeister. Vor der Runde 1965/66 mussten die Bahrenfelder mit Pape, Wendlandt, Somann, Neudorf und Framheim etliche Abgänge verkraften und hatten auch auf der Trainerbank leistungsmindernde Unruhe durch drei verschiedene Trainer (Behrens, Erb, Ullmann) zu verkraften. Das Ergebnis war der 7. Platz. Unter dem neuen Trainer Kurt Koch ging Wolfgang Wellnitz 1966/67 in seine fünfte Vertragsspielerrunde mit Altona 93 und erlebte die Rückkehr von Heiko Kurth vom Hamburger SV. In der Liga kam der AFC nicht über den 8. Rang hinaus und Wellnitz hatte in 21 Rundenspielen vier Tore erzielt. Herausragend war für Wellnitz und seine AFC-Kollegen in dieser Runde das Qualifikationsspiel im DFB-Pokal am 25. Dezember 1966 vor 12.000 Zuschauern in der Kampfbahn gegen den Bundesligisten 1. FC Nürnberg. Der „Club“ hatte mit Ludwig Müller, Ferdinand Wenauer, Stefan Reisch, Heinz Strehl und Franz Brungs bewährte Bundesligaspieler vorzuweisen gehabt, wogegen beim AFC lediglich Kurth über die lokalen Grenzen bekannt gewesen war. Im „Sport“ war am 27. Dezember 1966 über das Spiel unter anderem notiert: „Altona 93 spielte klug aus der Defensive. Die ganz hervorragend disponierten Ringhoff oder Mierdel verstanden es hierbei blendend, mit langen Pässen ihre Angreifer in Szene zu setzen. Symptomatisch für den bewundernswerten Einsatz aller Akteure war dann die Vorarbeit zum Führungstor, die vom eigenen Strafraum ausging! Wieder einmal war es Mierdel, der mit  schönem Diagonalpass den überall anzutreffenden, dabei im Übereifer jedoch einige Fehler machenden Wellnitz freispielte. Dieser fackelte nicht lange und flankte maßgerecht. Und Stolzenburg, der ebenfalls noch wenige Augenblicke vorher im eigenen Strafraum anzutreffen war, vollendete mit wuchtigem Kopfstoß.“ Wellnitz stürmte auf Rechtsaußen und Altona gewann das Spiel durch Tore von Stolzenburg und Fedders mit 2:1. Nach 79 Regionalligaspielen mit 15 Toren unterschrieb Wellnitz zur Saison 1967/68 beim Lokalrivalen St. Pauli einen neuen Vertrag und wechselte zu den Braun-Weißen an das Heiligengeistfeld.

### St. Pauli, 1967 bis 1974
Die Aktivität von Wellnitz bei St. Pauli begann 1967/68 unter Trainer Kurt Krause, der wurde November/Dezember 1967 durch Heinz Hempel abgelöst, dann folgte von 1968 bis 1971 Erwin Türk, die Runde 1971/72 war Edgar Preuß der Chef, ehe die letzten zwei Regionalligajahre von 1972 bis 1974 für Wellnitz mit Karl-Heinz Mülhausen den fünften Trainer in seiner Zeit bei St. Pauli, zum „Kiez-Club“ brachten. In seinem ersten Jahr für die Braun-Weißen war Ingo Porges noch die Leitfigur der Mannschaft und im Angriff sorgten in erster Linie Günter Hoffmann, Ulrich Kallius und Peter Osterhoff für die Tore. Wellnitz war für die Laufstärke im Mittelfeld zuständig und Peter Gehrke und Werner Pokropp waren die ersten Helfer von Porges in der Abwehr vor Torhüter Klaus-Georg Christensen. St. Pauli belegte den 4. Rang, verbesserte sich 1969 auf den 3. und landete 1970 erneut auf dem 4. Platz. Wellnitz gehörte durchgehend der Stammbesetzung an.
Dann kamen vier erfolgreiche Jahre in Folge mit dem zweimaligen Meistertitel (1972, 1973) und der zweimaligen Vizemeisterschaft (1971, 1974). Der technisch beschlagene und immer lauffreudige und einsatzbereite Wellnitz war im Mittelfeld beziehungsweise der Abwehr von den Braun-Weißen eine feste Konstante und absolvierte in diesen vier Erfolgsrunden 109 Ligaspiele mit sechs Toren. Sein erstes von insgesamt 30 Spielen in der Bundesligaaufstiegsrunde bestritt er am 26. Mai 1971 bei einer 1:3-Auswärtsniederlage bei Fortuna Düsseldorf, wobei er zusammen mit Reinhard Löffler und Horst Wohlers das Mittelfeld des Nordvizemeisters bildete. Mit einer weiteren 1:3-Auswärtsniederlage am 5. Juni 1974 bei Tennis Borussia Berlin beendeten St. Pauli mit Verteidiger Wellnitz das Kapitel der Bundesligaaufstiegsrunden. Zum Aufstieg in die Fußball-Bundesliga hat es aber nie gereicht. Edu Preuß, Trainer im Jahr 1972, führte die Leistungsunterschiede auf die „Vollprofibedingungen“ in Essen und Offenbach zurück: „St. Pauli hat das zwar angestrebt, aber die wirtschaftliche Situation ließ das einfach nicht zu. Unser Spielermaterial war gut, und wenn wir jeden Tag hätten zweimal trainieren können und nicht bloß viermal in der Woche – wer weiß, wie die Aufstiegsrunde dann ausgegangen wäre.“
Am 19. Oktober 1971 wurden Wellnitz's Leistungskonstanz durch eine Berufung in die NFV-Auswahl beim Freundschaftsspiel in Vejle gegen Jütland belohnt. Bei der 1:3-Niederlage spielte er an der Seite seiner Pauli-Kollegen Wohlers, Manfred Waack und Alfred Hußner.
Nach insgesamt 199 Regionalligaeinsätzen mit zehn Toren verabschiedete sich Wolfgang Wellnitz im Sommer 1974 vom FC St. Pauli und ging das Amateurlager zum Hummelsbütteler SV zurück.